# Article 64 de la Constitution tunisienne de 1959
L'article 64 de la Constitution tunisienne de 1959 est le 64e des 78 articles de la Constitution tunisienne adoptée le 1er juin 1959.
Il est le premier article du chapitre intitulé « Le pouvoir judiciaire ».

## Texte
« Les jugements sont rendus au nom du peuple et exécutés au nom du Président de la République. »